# 克羅克里鎮區 (密歇根州)
克羅克里鎮區（英語：Crockery Township）是位於美國密歇根州渥太華縣的一個行政鎮區。

## 地方資料
克羅克里鎮區的面積為86.40平方千米，當中陸地面積為84.70平方千米，而水域面積為1.70平方千米。根據2020年美國人口普查的數據，當地共有人口4572人，而人口密度為每平方千米52.92人。